# Футбольний матч Західна Європа — Центральна Європа
З 1933 року Олімпійський комітет Нідерландів проводив щорічні Олімпійські дні. Однією із складових цих днів були футбольні матчі. До 1958 року було проведено 20 поєдинків. У 19-ти з них брала участь збірна Нідерландів. Виключенням є 1937 рік, коли змагалися збірні Західної і Центральної Європи. Є одним з найбільш відомих матчів «усіх зірок», що відбулися до Другої світової війни.

## Склади
Кожна команда була укомплектована з представників чотирьох країн.
Центральна Європа:
- Австрія (3) — Карл Сеста («Аустрія»), Віллібальд Шмаус («Ферст Вієнна»), Вільгельм Ганеманн («Адміра»);
- Італія (6) — Альдо Олів'єрі («Луккезе»), П'єтро Рава («Ювентус»), Мікеле Андреоло («Болонья»), П'єтро Серантоні («Ювентус»), Джузеппе Меацца («Амброзіана-Інтер»), Сільвіо Піола («Лаціо»);
- Чехословаччина (2) — Богуміл Кленовець («Спарта»), Олдржих Неєдлий («Спарта»);
- Угорщина (4) — Дьюла Лазар («Ференцварош»), Ференц Шаш («Хунгарія»), Дьордь Шароші («Ференцварош»), Ласло Чех («Хунгарія»);

Західна Європа:
- Бельгія (5) — Робер Паверік («Антверпен»), Констан Жоасем («Льєж»), Раймон Брен («Беєрсхот»), Стенлі ван ден Ейнде («Беєрсхот»), Бернар Ворхоф («Льєрс»);
- Нідерланди (5) — Лео Галле («Гоу Егед Іглс»), Бертус Кальденове (ДВС Амстердам), Бас Пауве («Феєнорд»), Беп Бакгаус («ВВВ-Венло»), Кік Сміт («Гарлем»);
- Німеччина (4) — Ганс Якоб («Ян» Регенсбург), Альбін Кіцінгер («Швайнфурт 05»), Людвіг Гольдбруннер («Баварія»), Ернст Ленер («Швабен» Аугсбург);
- Франція (2) — Едмон Дельфур («Расінг»), Роже Куртуа («Сошо»).

За сімейними обставинами відмовився від участі у матчі німецький захисник Пауль Янес («Фортуна»). Його замінив бельгієць Робер Паверік.

## Деталі матчу
| 20 червня 1937 |

| Західна Європа | 1 – 3 | Центральна Європа        |
| -------------- | ----- | ------------------------ |
| Бакгаус 87'    |       | Шаш 17', 48' Неєдлий 75' |

| Олімпійський стадіон (Амстердам) Глядачів: 50 000 Арбітр: Артур Євелл (Англія) |

|           |                      |     |
|           |                      |     |
| ВР        | Ганс Якоб ()         |     |
| ЗХ        | Робер Паверік        | 65' |
| ЗХ        | Бертус Кальденове    |     |
| ПЗ        | Альбін Кіцінгер      |     |
| ПЗ        | Людвіг Гольдбруннер  |     |
| ПЗ        | Едмон Дельфур        |     |
| НП        | Ернст Ленер          |     |
| НП        | Раймон Брен          |     |
| НП        | Беп Бакгаус          |     |
| НП        | Кік Сміт             |     |
| НП        | Стенлі ван ден Ейнде |     |
| Запасні:  |                      |     |
| ВР        | Лео Галле            |     |
| ЗХ        | Констан Жоасем       | 65' |
| ПЗ        | Бас Пауве            |     |
| НП        | Роже Куртуа          |     |
| НП        | Бернар Ворхоф        |     |
| Тренер:   |                      |     |
| Отто Нерц |                      |     |

|                |                    |     |
|                |                    |     |
| ВР             | Альдо Олів'єрі     |     |
| ЗХ             | Карл Сеста         |     |
| ЗХ             | Віллібальд Шмаус   | 36' |
| ПЗ             | П'єтро Серантоні   |     |
| ПЗ             | Мікеле Андреоло    |     |
| ПЗ             | Дьюла Лазар        |     |
| НП             | Ференц Шаш         |     |
| НП             | Джузеппе Меацца    |     |
| НП             | Сільвіо Піола      |     |
| НП             | Дьєрдь Шароші ()   |     |
| НП             | Олдржих Неєдлий    |     |
| Запасні:       |                    |     |
| ВР             | Богуміл Кленовець  |     |
| ЗХ             | П'єтро Рава        | 36' |
| НП             | Вільгельм Ганеманн |     |
| НП             | Ласло Чех          |     |
| Тренер:        |                    |     |
| Вітторіо Поццо |                    |     |